# هیدن سیکوئنس
هیدن سیکوئنس (انگلیسی: Hidden Sequence; کره‌ای: 히든시퀀스; لاتین‌نویسی اصلاح‌شده: Hideunsikkwonseu) یک شرکت تولیدی کره جنوبی است که توسط لی جه مون، تهیه‌کنندهٔ مجموعه‌های تلویزیونی میسنگ: زندگی ناتمام و سیگنال در دسامبر ۲۰۱۶ تأسیس شد.

## فهرست آثار

### مجموعه تلویزیونی
| سال  | عنوان                                          | عنوان اصلی                                        | شبکه               | شرکت همکار                                      | منابع |
| ---- | ---------------------------------------------- | ------------------------------------------------- | ------------------ | ----------------------------------------------- | ----- |
| ۲۰۱۷ | نجاتم بده                                      | 구해줘                                            | اوسی‌ان             | استودیو دراگون (توسعه دهنده)                    |       |
| ۲۰۱۷ | انتقام شیرین                                   | 복수노트                                          | اوکسوسو            | بلو پاندا انترتینمنت                            | [ ۳ ] |
| ۲۰۱۸ | انتقام شیرین ۲                                 | 복수노트 2                                        | اوکسوسو، اکس‌تی‌وی‌ان | —                                               |       |
| ۲۰۱۹ | نجاتم بده ۲                                    | 구해줘 2: 사이비                                  | اوسی‌ان             | استودیو دراگون (توسعه دهنده)                    |       |
| ۲۰۱۹ | دراما استیج ۲۰۲۰: My Uncle is Audrey Hepburn   | 드라마 스테이지 2020 - 삼촌은 오드리헵번          | تی‌وی‌ان             | استودیو دراگون                                  |       |
| ۲۰۲۰ | دراما استیج ۲۰۲۰: My Husband Has a Kim Hee Sun | 드라마 스테이지 2020 - 남편에게 김희선이 생겼어요 | تی‌وی‌ان             | استودیو دراگون                                  | [ ۴ ] |
| ۲۰۲۰ | دراما استیج ۲۰۲۰: Out of Communication Range   | 드라마 스테이지 2020 - 통화권이탈                 | تی‌وی‌ان             | استودیو دراگون                                  |       |
| ۲۰۲۱ | تقلید                                          | 아미테이션                                        | کی‌بی‌اس ۲           | کی‌بیاس دراما پروداکشن، کاکائو پیج (توسعه دهنده) | [ ۵ ] |
| ۲۰۲۴ | بلک اوت                                        | 백설공주에게 죽음을                               | ام‌بی‌سی             | ره‌مونگ‌ره‌این                                     | [ ۶ ] |
| ن/م  | Psyche                                         | 싸이키                                            | ن/م                | ن/م                                             | [ ۷ ] |

### فیلم
| سال | عنوان              | عنوان اصلی      | توزیع کننده | شرکت همکار | منابع |
| --- | ------------------ | --------------- | ----------- | ---------- | ----- |
| ن/م | Maybe Happy Ending | 어쩌면 해피엔딩 | ن/م         | ن/م        | [ ۷ ] |